# Federación Francesa de Fútbol
La Federación Francesa de Fútbol (FFF) (en francés: Fédération Française de Football) es el organismo rector del fútbol en Francia. Incluye también los departamentos de ultramar (Guadalupe, Guayana, Martinica, Mayotte y Reunión) y las colectividades de ultramar (Nueva Caledonia, Polinesia Francesa, Wallis y Futuna, San Pedro y Miquelón y San Bartolomé-San Martín), así como Mónaco. Se creó en 1919 y tiene su sede en la capital, París. La FFF fue miembro fundador de la FIFA y es responsable de supervisar todos los aspectos del juego del fútbol en Francia, tanto profesional como amateur. La Federación Francesa de Fútbol es miembro fundador de la UEFA y se incorporó a la FIFA en 1907 tras sustituir a la USFSA, que era miembro fundador.

## Historia

### Antecedentes
Antes de la creación de la FFF, el fútbol, el rugby y otros deportes en Francia estaban regulados por la Union des Sociétés Françaises de Sports Athlétiques (USFSA). Fundada en noviembre de 1890, la USFSA tenía inicialmente su sede en París, pero sus miembros pronto se ampliaron para incluir clubes deportivos de toda Francia.
En 1894, la USFSA también organizó el primer campeonato de fútbol francés reconocido. La primera competición contó con sólo cuatro equipos parisinos y se organizó por eliminatorias.
En 1900, la USFSA envió a los jugadores del Club Francés de París a representar a Francia en los Juegos Olímpicos de Verano de 1900. El 1 de mayo de 1904, la USFSA también seleccionó la primera selección oficial de fútbol de Francia. La USFSA se disolvería en 1919 tras algunos desacuerdos con la FIFA.

### Creación y evolución
La Fédération Française de Football se formó el 7 de abril de 1919 tras la transformación del Comité Français Interfédéral (CFI) en la Fédération Française de Football Association (FFFA). El CFI se consideraba una organización rival de la Union des Sociétés Françaises de Sports Athlétiques (USFSA) debido a las constantes discrepancias entre ambas organizaciones, principalmente por la oposición de esta última al profesionalismo en el deporte. Tras la debacle de los Juegos Olímpicos de Verano de 1908, en los que Francia envió dos equipos, uno controlado por la USFSA y otro por la FIFA, el TPI dictaminó que la FIFA sería la responsable de las apariciones del club en los próximos Juegos Olímpicos y no la USFSA. Al ser miembro fundador del Comité Olímpico Internacional (COI), la USFSA no estuvo de acuerdo con la decisión y, a pesar de tener tres años para llegar a un acuerdo, el TPI y la USFSA no lo consiguieron, lo que provocó que Francia no enviara un equipo de fútbol a los Juegos Olímpicos de Verano de 1912. Más tarde, la USFSA desarrolló fricciones con la FIFA y el COI, lo que provocó su desorganización y, en 1913, se semiafilió con el CFI.
El 7 de abril de 1919, el CFI se transformó en la Fédération Française de Football, con Jules Rimet como primer presidente de la federación. Su estatus legal se sitúa bajo la jurisdicción de la Asociación Francesa loi de 1901 (Asociación voluntaria). La FFF está afiliada a la FIFA desde 1907, cuando el CFI sucedió a la USFSA como representante de Francia. Dos años más tarde, tras la transformación del TPI, la USFSA se fusionó oficialmente con la federación.
El 28 de junio de 2010, el presidente de la federación, Jean-Pierre Escalettes, anunció su dimisión del cargo a partir del 23 de julio. El 23 de julio, Fernand Duchaussoy fue nombrado presidente interino de la federación y, el 18 de diciembre, se le retiró el título, convirtiéndose en el undécimo presidente de la federación en su historia. El 18 de junio de 2011, tras su elección, Nöel Le Graët fue nombrado duodécimo presidente de la federación.

## Actividades
La Federación Francesa de Fútbol se describe a sí misma con estas cuatro funciones:
- Organizar, desarrollar y controlar las enseñanzas y prácticas del fútbol en todas sus formas en el continente y en los departamentos y territorios de ultramar (Guadalupe, Guayana, Martinica, Mayotte, Nueva Caledonia, Polinesia Francesa y Reunión).
- Crear y mantener un vínculo entre sus miembros individuales, los clubes afiliados y sus respectivos distritos y ligas regionales de la Ligue du Football Amateur (LFA) y la Ligue de Football Professionnel (LFP).
- Defender los intereses morales y materiales del fútbol francés.
- Mantener todas las relaciones adecuadas con las asociaciones extranjeras afiliadas a la FIFA, así como con sus organizaciones deportivas y gobiernos nacionales.

La FFF sanciona todos los partidos de fútbol de competición en Francia, ya sea directamente, empezando por el Championnat National en adelante, o indirectamente a través de la Ligue de Football Professionnel, que gestiona la Ligue 1 y la Ligue 2, la primera y la segunda división de Francia, respectivamente, así como la Coupe de la Ligue. La LFP, sin embargo, sigue funcionando bajo la autoridad de la federación. La federación también es responsable de designar la dirección de las selecciones nacionales de fútbol masculina, femenina y juvenil. En 2010, la FFF tenía 2.107.924 licencias, con más de 1.800.000 jugadores registrados y 18.000 clubes inscritos. La federación presentó su nuevo escudo (arriba a la derecha) en 2007.
La FFF organiza numerosas competiciones, la más famosa de las cuales es la Coupe de France, que se celebra anualmente. La Coupe de France se gestiona bajo la autoridad de la Comisión Federal de la Coupe de France, que depende directamente del Consejo Federal de la FFF. La federación también organiza los campeonatos de las ligas semiprofesionales y amateurs, como el Championnat National, el Championnat de France amateur y el Championnat de France amateur 2, y las ligas regionales y departamentales, así como las competiciones de copa de estas últimas.
La federación también rige las ligas juveniles, como el Championnat National sub-19 y sub-17. También supervisa la organización de la Coupe Gambardella y la Coupe Nationale para los equipos de clubes sub-15 y sub-13. La federación organiza las tres divisiones del fútbol femenino en Francia y supervisa el Challenge de France, la principal competición de copa femenina.

## Presidentes
| Presidente                 | Años          |
| -------------------------- | ------------- |
| Jules Rimet                | 1919-1942     |
| Henri Jevain               | 1942-1944     |
| Jules Rimet (2ª etapa)     | 1942-1949     |
| Emmanuel Gambardella       | 1949-1953     |
| Pierre Pochonnet           | 1953-1963     |
| Antoine Chiarisoli         | 1963-1968     |
| Jacques Georges            | 1968-1972     |
| Fernand Sastre             | 1972-1984     |
| Jean Fournet-Fayard        | 1985-1993     |
| Jacques Georges (interino) | 1993-1994     |
| Claude Simonet             | 1994-2005     |
| Jean-Pierre Escalettes     | 2005-2010     |
| Fernand Duchaussoy         | 2010-2011     |
| Noël Le Graët              | 2011-2023     |
| Philippe Diallo            | 2023-presente |

## Palmarés
Francia es el primer país en ganar las cinco competiciones masculinas de la FIFA para equipos de once jugadores (Copa Mundial, Torneo Olímpico de Fútbol, Copa Confederaciones, Mundial Sub-20 y Mundial Sub-17) además de haber ganado todos los torneos europeos en sus distintas categorías (Eurocopa, Sub-21, Sub-19 y Sub-17). En su palmarés exhibe todos los torneos FIFA y UEFA.

### Selecciones masculinas

#### Absoluta
| Competición                     | Campeón         | Subcampeón      | Tercer puesto   |
| ------------------------------- | --------------- | --------------- | --------------- |
| Copa Mundial de Fútbol          | 2 (1998 y 2018) | 2 (2006 y 2022) | 2 (1958 y 1986) |
| Eurocopa                        | 2 (1984 y 2000) | 1 (2016)        | 2 (1996 y 2024) |
| Copa FIFA Confederaciones       | 2 (2001 y 2003) | –               | –               |
| Liga de Naciones de la UEFA     | 1 (2021)        | –               | –               |
| Copa de Campeones Conmebol-UEFA | 1 (1985)        | –               | –               |

#### Olímpica
| Competición               | Campeón  | Subcampeón      | Tercer puesto |
| ------------------------- | -------- | --------------- | ------------- |
| Torneo Olímpico de Fútbol | 1 (1984) | 2 (1900 y 2024) | –             |

#### Sub-21
| Competición     | Campeón  | Subcampeón | Tercer puesto |
| --------------- | -------- | ---------- | ------------- |
| Eurocopa Sub-21 | 1 (1988) | 1 (2002)   | 1 (1996)      |

#### Sub-20
| Competición                   | Campeón  | Subcampeón | Tercer puesto |
| ----------------------------- | -------- | ---------- | ------------- |
| Copa Mundial de Fútbol Sub-20 | 1 (2013) | –          | –             |

#### Sub-19
| Competición     | Campeón                                             | Subcampeón            | Tercer puesto         |
| --------------- | --------------------------------------------------- | --------------------- | --------------------- |
| Eurocopa Sub-19 | 8 (1949, 1983, 1996, 1997, 2000, 2005, 2010 y 2016) | 3 (1950, 1968 y 2013) | 3 (1957, 1958 y 1981) |

#### Sub-17
| Competición                   | Campeón               | Subcampeón                        | Tercer puesto               |
| ----------------------------- | --------------------- | --------------------------------- | --------------------------- |
| Copa Mundial de Fútbol Sub-17 | 1 (2001)              | 1 (2023)                          | 1 (2019)                    |
| Eurocopa Sub-17               | 3 (2004, 2015 y 2022) | 5 (1996, 2001, 2002, 2008 y 2023) | 4 (1987, 1989, 2010 y 2019) |

#### Fútbol Playa
| Competición                          | Campeón  | Subcampeón            | Tercer puesto         |
| ------------------------------------ | -------- | --------------------- | --------------------- |
| Copa Mundial de Fútbol Playa de FIFA | 1 (2005) | –                     | 1 (2006)              |
| Euro Beach Soccer League             | 1 (2004) | 3 (1999, 2003 y 2007) | 3 (2000, 2002 y 2005) |